# Eemmeer
Eemmeer – jezioro w środkowej części Holandii, pomiędzy prowincjami Flevoland, Utrecht i Holandią Północną. Zajmuje powierzchnię 13,4 km² i zawiera jedną małą wyspę, Dode Hond. Jest połączone z jeziorem Gooimeer na zachodzie (w miejscu przecięcia jezior przez most na autostradzie A27) i Nijkerkernauw na wschodzie.